# Manuel Monteiro de Castro

Kardinal Monteiro de Castro (2013)

Wappen von Manuel Kardinal Monteiro de Castro

Manuel Kardinal Monteiro de Castro (* 29. März 1938 in Santa Eufémia de Prazins, Guimarães, Portugal) ist ein ehemaliger vatikanischer Diplomat und emeritierter Kurienkardinal der römisch-katholischen Kirche. Er war Apostolischer Nuntius in mehreren Staaten und amtierte zwischen 2012 und 2013 kurzzeitig als Kardinalgroßpönitentiar.

## Leben
Nach dem Studium der Katholischen Theologie und Philosophie empfing Manuel Monteiro de Castro am 9. Juli 1961 das Sakrament der Priesterweihe durch den Erzbischof von Braga, António Bento Martins Júnior. Monteiro de Castro wurde in das Erzbistum Braga inkardiniert. Er wurde im Fach Kirchenrecht promoviert.
1967 trat Manuel Monteiro de Castro in den diplomatischen Dienst des Heiligen Stuhls ein. Er war in den Apostolischen Nuntiaturen in Panama, Guatemala, Vietnam, Australien, Mexiko und Belgien sowie im Staatssekretariat tätig.
Am 16. Februar 1985 ernannte ihn Papst Johannes Paul II. zum Titularerzbischof von Beneventum und bestellte ihn zum Pro-Nuntius auf den Bahamas, auf Barbados, Dominica, Grenada, Jamaika, St. Lucia, Trinidad und Tobago und in Belize. Die Bischofsweihe spendete ihm am 23. März 1985 Kardinalstaatssekretär Agostino Casaroli; Mitkonsekratoren waren der Erzbischof von Braga, Eurico Dias Nogueira, und der Bischof von Porto, Erzbischof ad personam Júlio Tavares Rebimbas. Am 25. April 1987 wurde Manuel Monteiro de Castro zudem Pro-Nuntius auf Antigua und Barbuda. Papst Johannes Paul II. bestellte ihn am 21. August 1990 zum Apostolischen Nuntius in El Salvador und Honduras. Am 12. April 1991 trat Monteiro de Castro als Apostolischer Nuntius in Honduras zurück. Manuel Monteiro de Castro wurde am 2. Februar 1998 Apostolischer Nuntius in Namibia, Südafrika und Swasiland. Am 7. März 1998 wurde er zudem Apostolischer Nuntius in Lesotho. Papst Johannes Paul II. ernannte ihn am 1. März 2000 zum Apostolischen Nuntius in Andorra und Spanien. Am 7. Dezember 2007 bestellte ihn Papst Benedikt XVI. zudem zum Ständigen Beobachter bei der Welttourismusorganisation in Madrid.
Am 3. Juli 2009 ernannte ihn Papst Benedikt XVI. zum Sekretär der Kongregation für die Bischöfe. Benedikt XVI. bestellte ihn am 21. Oktober 2009 zudem zum Sekretär des Kardinalskollegiums. Am 5. Januar 2012 ernannte ihn Benedikt XVI. zum Großpönitentiar und nahm ihn im Konsistorium vom 18. Februar 2012 als Kardinaldiakon mit der Titeldiakonie San Domenico di Guzmán in das Kardinalskollegium auf. Nach dem Rücktritt Benedikts XVI. nahm Kardinal Monteiro de Castro am Konklave 2013 teil, bei dem Papst Franziskus gewählt wurde.
Am 21. September 2013 nahm Papst Franziskus das von Manuel Monteiro de Castro aus Altersgründen vorgebrachte Rücktrittsgesuch vom Amt des Kardinalgroßpönitentiars an. Am 4. März 2022 wurde er von Papst Franziskus unter Beibehaltung seiner Titeldiakonie als Titelkirche pro hac vice zum Kardinalpriester ernannt.

## Mitgliedschaften
Kardinal Monteiro de Castro war Mitglied folgender Einheiten der Römischen Kurie:
- Kongregation für die Selig- und Heiligsprechungsprozesse (2012–2018[9], bestätigt 2013[10])
- Kongregation für die Bischöfe (2012–2018)[9]
- Päpstlicher Rat der Seelsorge für die Migranten und Menschen unterwegs, jetzt Dikasterium für die ganzheitliche Entwicklung des Menschen (2012–2018)[9]

## Ehrungen
- 2003: Großkreuz des Ordens Isabel la Católica